# Langona alfensis
Langona alfensis is een spinnensoort in de taxonomische indeling van de springspinnen (Salticidae).
Het dier behoort tot het geslacht Langona. De wetenschappelijke naam van de soort werd voor het eerst geldig gepubliceerd in 1983 door Heciak & Jerzy Prószyński.